# Alaró
Alaró este un municipiu în insula Mallorca, insulele Baleare, Spania. În 2007 avea o populație de 5018 locuitori.
1. ↑  Nomenclátor Geográfico de Municipios y Entidades de Población (20240402 edition)